# Lunca de Sus
Lunca de Sus (in ungherese Gyimesfelsőlok ) è un comune della Romania di 3 508 abitanti, ubicato nel distretto di Harghita, nella regione storica della Transilvania.
Il comune è formato dall'unione di 6 villaggi: Comiat, Izvorul Trotușului, Lunca de Sus, Păltiniș-Ciuc, Valea Gârbea, Valea Ugra.
La maggioranza della popolazione (circa il 97%) è di etnia Székely.